# Sebastes kiyomatsui
Sebastes kiyomatsui és una espècie de peix pertanyent a la família dels sebàstids i a l'ordre dels escorpeniformes.

## Etimologia
Sebastes prové del mot grec sebastes (august, venerable), mentre que kiyomatsui fa referència al biòleg, ictiòleg i herpetòleg Kiyomatsu Matsubara.

## Morfologia
Fa 21,6 cm de llargària màxima i és de color vermell amb taques carmesines quan és viu. L'àrea negrosa de la cavitat oral s'estén fins a la vora posterior del prèvomer i els palatins. Llengua negra. 8 espines i 12-14 radis tous a l'única aleta dorsal. Tres espines i 5-6 radis tous a l'aleta anal. 16 radis a les aletes pectorals (rarament 17 i amb els 7 -o 8- més inferiors sense ramificar). Taca negra a l'opercle, però sense estendre's al subopercle. Vora inferior del lacrimal amb dues espines preorbitàries esmolades i la superior amb una petita cresta. Absència d'espines suborbitàries. Presència d'espines parietals. Línia lateral contínua. Aletes pelvianes amb 1 espina i 5 radis tous.

## Hàbitat i distribució geogràfica
És un peix marí, bentopelàgic (fins als 250 m de fondària) i de clima temperat, el qual viu al Pacífic nord-occidental: el Japó (com ara, la prefectura de Wakayama a l'illa de Honshu).

## Observacions
És inofensiu per als humans i el seu índex de vulnerabilitat és moderat (43 de 100).